# Хилтоп (Минесота)
Хилтоп (енгл. Hilltop) град је у америчкој савезној држави Минесота.

## Демографија
По попису из 2010. године број становника је 744, што је 22 (-2,9%) становника мање него 2000. године.
| Група             | 2000.       | 2010.       |
| Белци             | 609 (79,5%) | 469 (63,0%) |
| Афроамериканци    | 51 (6,7%)   | 84 (11,3%)  |
| Азијати           | 26 (3,4%)   | 20 (2,7%)   |
| Хиспаноамериканци | 41 (5,4%)   | 126 (16,9%) |
| Укупно            | 766         | 744         |